# Super League (Malawi)
La Malawi Super League, nota per ragioni di sponsorizzazione come TNM Super League (dal nome del gruppo Total Network Malawi) è la massima competizione calcistica del Malawi, istituita nel 1986 dalla Federazione calcistica del Malawi (FAM).

## Formato
Il campionato  comprende 16 squadre, che si affrontano in un girone all'italiana con gare di andata e ritorno, per un totale di 30 partite. La prima classificata è campione del Malawi e si qualifica per la CAF Champions League, mentre le ultime tre classificate vengono retrocesse nella serie inferiore (composta da tre diversi campionati regionali), dai quali vengono promosse altrettante squadre (una per campionato regionale).

## Storia
Il campionato nasce nel 1986, sponsorizzato inizialmente da Gillet Nacet e composto da 8 squadre: cinque dal distretto di Blantyre e tre dal distretto di Lilongwe. Nel corso delle edizioni il campionato è stato progressivamente allargato all'intera nazione.

## Squadre
Stagione 2024
- Bangwe All Stars (Bagnwe)
- MAFCO (Lilongwe)
- Chtipa United (Mzuzu)
- CIVO Utd (Lilongwe)
- Dezda Dynamos (Blantyre)
- FOMO (Ekwendeni)
- Creck (Mchinji)
- Kamuzu Barracks (Blantyre)
- Karonga Utd (Karonga)
- MAFCO (Nkhotakota)
- Mighty Tigers (Blantyre)
- Mighty Wanderers (Blantyre)
- Moyale Barracks (Mzuzu)
- Big Bullets (Blantyre)
- Mzuzu City (Mzuzu)
- Silver Strikers (Lilongwe)

## Albo d'oro
- 1986 :  Big Bullets
- 1987 :  CIVO Utd
- 1988 :  MDC Utd
- 1989 :  ADMARC Tigers
- 1990 :  MTL Wanderers
- 1991 :  Big Bullets
- 1992 :  Big Bullets
- 1993 :  Silver Strikers
- 1994 :  Silver Strikers
- 1995 :  MTL Wanderers
- 1995-1996 :  Silver Strikers
- 1996-1997 :  MTL Wanderers
- 1997-1998 :  MTL Wanderers
- 1998-1999 :  Big Bullets
- 1999-2000 :  Big Bullets
- 2000-2001 :  Big Bullets
- 2001-2002 :  Big Bullets
- 2002-2003 :  Big Bullets
- 2004 :  Big Bullets
- 2005-2006 :  Big Bullets
- 2006 :  MTL Wanderers
- 2007 :  Escom Utd
- 2008 :  Silver Strikers
- 2009-2010 :  Silver Strikers
- 2010-2011 :  Escom Utd
- 2011-2012 :  Silver Strikers
- 2012-2013 :  Silver Strikers
- 2013-2014 :  Silver Strikers
- 2014 :  Big Bullets
- 2015 :  Big Bullets
- 2016 :  Kamuzu Barracks
- 2017 :  Mighty Wanderers[2]
- 2018 :  Big Bullets
- 2019 :  Big Bullets
- 2020-21 :  Big Bullets
- 2022 :  Big Bullets
- 2023 :  Big Bullets
- 2024 :  Silver Strikers

## Vittorie per squadra
| Squadra                                       | Città    | Vittorie | Anni                                                                                                 |
| --------------------------------------------- | -------- | -------- | --- |
| Big Bullets (Bata / Big / Bakili)             | Blantyre | 17       | 1986, 1991, 1992, 1999, 2000, 2001, 2002, 2003, 2004, 2006, 2014, 2015, 2018, 2019, 2021, 2022, 2023 |
| Silver Strikers                               | Lilongwe | 9        | 1993, 1994, 1996, 2008, 2010, 2012, 2013, 2014, 2024                                                 |
| Mighty Wanderers (Limbe Leaf / Telecom / MTL) | Blantyre | 6        | 1990, 1995, 1997, 1998, 2006, 2017                                                                   |
| Escom Utd                                     | Blantyre | 2        | 2007, 2012                                                                                           |
| ADMARC Tigers                                 | Blantyre | 1        | 1989                                                                                                 |
| CIVO Utd                                      | Lilongwe | 1        | 1987                                                                                                 |
| Kamuzu Barracks                               | Lilongwe | 1        | 2016                                                                                                 |
| MDC Utd                                       | Lilongwe | 1        | 1988                                                                                                 |

## Capocannonieri
| Anno    | Capocannoniere                  | Squadra                              | Reti |
| 2002    | Heston Munthali                 | MDC Utd                              | 24   |
| 2003    | Ganizani Malunga                | Big Bullets                          | 28   |
| 2004    | Rodrick Douglas                 | Illovo                               | 18   |
| 2005    | Aggrey Kanyenda                 | MTL Wanderers                        | 18   |
| 2006    | Aggrey Kanyenda                 | MTL Wanderers                        | 16   |
| 2007    | Chiukepo Msowoya                | Escom Utd                            | 17   |
| 2008    | Diverson Mlozi                  | Big Bullets                          | 14   |
| 2010-11 | Chikondi Mpulula Luke Milanzi   | Blantyre Utd & Blue Eagles Escom Utd | 18   |
| 2011-12 | Ishmael Thindwa                 | EPAC Utd                             | 18   |
| 2012-13 | Vincent Chinthenga              | Bvumbwe Research                     | 18   |
| 2013    | Ishmael Thindwa                 | EPAC Utd                             | 18   |
| 2014    | Gastin Simkonda                 | Moyale Barracks                      | 17   |
| 2015    | Innocent BokosiChiukepo Msowoya | Red Lions Big Bullets                | 14   |
| 2016    | Richard Mbulu                   | MAFCO                                | 19   |
| 2017    | Matthews Sibale                 | Silver Strikers                      | 16   |
| 2018    | Chiukepo Msowoya                | Big Bullets                          | 16   |
| 2019    | Khuda Muyaba                    | Silver Strikers                      | 21   |
| 2020-21 | Hassan Kajoke                   | Big Bullets                          | 21   |
| 2022    | Babatunde Adepoju               | Big Bullets                          | 18   |